# The Love Boat
The Love Boat (Brasil: O Barco do Amor / Portugal: O Barco do Amor) é uma série de televisão norte-americana produzida e transmitida pela ABC de 1977 a 1986. A série se passa em um navio que realizava cruzeiros de luxo por diferentes lugares do mundo. É basicamente uma comédia com toques românticos, com alguns casos amorosos entre passageiros.

## A série
A maioria dos episódios desenrola-se a bordo do navio Pacific Princess. Foram também outros barcos para a série ao longo do tempo como o Royal Princess, para cruzeiros no Caribe, o Stella Solaris para cruzeiros no Mar Mediterrâneo, o Pearl of Scandinavia para cruzeiros no Mar da China e o Royal Viking Sky para cruzeiros na Europa.
Os personagens fixos da série são os membros da tripulação, e entre eles destacam-se Merrill Stubing, o capitão do navio, (Gavin MacLeod), Julie McCoy, diretora do cruzeiro (Lauren Tewes), o barman Isaac Washington (Ted Lange), Vicky Stubing, a filha do capitão (Jill Whelan), o médico Adam Bricker (Bernie Kopell) e o comissário de bordo Burl "Gopher" Smith (Fred Grandy). Estes personagens fixos tinham papeis e caracteres bem definidos.
Além dos tripulantes havia os passageiros do barco, que eram diferentes em cada episódio e interpretados por atores e atrizes bem conhecidas e outros menos conhecidos, entre eles Ursula Andress, Anne Baxter, Kathy Bates, Cyd Charisse, Michael J. Fox Zsa Zsa Gabor. Também foram convidados músicos como Cab Calloway, Frankie Avalon e bandas como The Temptations e Village People.
Em cada capítulo iam-se revelando de forma paralela várias histórias que afetavam tanto os passageiros como a tripulação e as relações entre uns e outros, alternando romances, enredos, anedotas, etc.
O tom geral da série era ligeiro, divertido e cómico, com ar naïf, festivo e exótico, intercalado com situações de tensão excessiva ou gravidade. As tramas se ambientavam tanto no próprio navio, como nos diferentes portos onde atracavam e se procurava oferecer vistas atraentes desses lugares.

## O barco
O barco, conhecido como "Pacific Princess" quando desempenhava um papel fundamental na série, fez a sua última viagem desde Gênova, Itália, até um estaleiro em Aliaga, Turquia, em Julho de 2013, para ser desmontado peça por peça.
Com 42 anos, 13,5 toneladas e 171 metros de comprimento, o navio mais emblemático da história da televisão[carece de fontes?] vinha-se degradando com o tempo, tendo chegado a hora de sair de navegação.
Comprado pela empresa turca de reciclagem de barcos e navios Izmir Ship Recycling Co., custou 2,5 milhões de euros.

## Actores e personagens
- Gavin MacLeod - Capitão Merrill Stubing
- Bernie Kopell - Dr. Adam "Doc" Bricker
- Fred Grandy - Burl "Gopher" Smith, "Your Yeoman Purser"
- Ted Lange - Bartender Isaac Washington
- Lauren Tewes - Diretora do cruzeiro Julie McCoy (1977–84)
- Jill Whelan - Vicki Stubing, filha do capitão (1979–86)
- Pat Klous - Judy McCoy, Diretor do Cruzeiro (1984–86)
- Ted McGinley - Ashley "Ace" Covington Evans (1984–86)
- Marion Ross - Emily Hayward Stubing (1986)

### Atores convidados
Esta é uma lista dos atores convidados para a série The Love Boat.
É uma lista alfabética, ordenada pelo sobrenome.

## A
- Willie Aames
- Don Adams
- Edie Adams
- Eddie Albert
- Debbie Allen
- Steve Allen
- June Allyson
- Don Ameche
- John Amos
- Morey Amsterdam
- Loni Anderson
- Melissa Sue Anderson
- Ursula Andress
- Susan Anton
- Eve Arden
- Adam Arkin
- Desi Arnaz Jr.
- John Astin
- Jean-Pierre Aumont
- Frankie Avalon
- Lew Ayres

## B
- Catherine Bach
- Jim Backus
- Hermione Baddeley
- Pearl Bailey
- Conrad Bain
- Scott Baio
- Adrienne Barbeau
- Priscilla Barnes
- Jean Bartel
- Billy Barty
- Kathy Bates
- Anne Baxter
- Meredith Baxter
- Orson Bean
- Ed Begley Jr.
- Ralph Bellamy
- Brenda Benet
- Barbi Benton
- Polly Bergen
- Milton Berle
- Theodore Bikel
- Barbara Billingsley
- David Birney
- Bill Bixby
- Stephanie Blackmore
- Vivian Blaine
- Linda Blair
- Amanda Blake
- Joan Blondell
- Ray Bolger
- Sonny Bono
- Ernest Borgnine
- Rossano Brazzi
- Todd Bridges
- Morgan Brittany
- Dr. Joyce Brothers
- Gary Burghoff
- Delta Burke
- Raymond Burr
- Dick Butkus
- Dean Butler
- Red Buttons
- Ruth Buzzi
- Edd Byrnes

## C
- Sid Caesar
- Charlie Callas
- Cab Calloway
- Diana Canova
- Judy Canova
- Diahann Carroll
- Jack Carter
- Angela Cartwright
- David Cassidy
- Joanna Cassidy
- Carol Channing
- Cyd Charisse
- Charo
- James Coco
- Dabney Coleman
- Chuck Connors
- Mike Connors
- Hans Conried
- Carole Cook
- Lydia Cornell
- Courteney Cox
- Bob Crane
- Cathy Lee Crosby
- Scatman Crothers
- Pat Crowley
- Robert Culp
- Robert Cummings
- Jane Curtin
- Jamie Lee Curtis

## D
- Arlene Dahl
- Abby Dalton
- Ann B. Davis
- Tony Danza
- Kim Darby
- James Darren
- John Davidson
- Patti Davis
- Richard Dawson
- Rosemary DeCamp
- Gloria DeHaven
- Olivia de Havilland
- Joyce DeWitt
- Richard Deacon
- Rick Dees
- Sandy Dennis
- Bob Denver
- Phyllis Diller
- Elinor Donahue
- Troy Donahue
- Mike Douglas
- David Doyle
- Ja'net DuBois
- Patrick Duffy
- Patty Duke
- Sandy Duncan

## E
- Jackie Earle Haley
- Samantha Eggar
- Britt Ekland
- Ron Ely
- Erik Estrada
- Linda Evans

## F
- Shelley Fabares
- Fabian
- Nanette Fabray
- Douglas Fairbanks Jr.
- Lola Falana
- Jamie Farr
- Alice Faye
- Corey Feldman
- Tovah Feldshuh
- Norman Fell
- Conchata Ferrell
- Fannie Flagg
- Rhonda Fleming
- Joan Fontaine
- John Forsythe
- Michael J. Fox
- Anne Francis
- Bonnie Franklin
- Pamela Franklin
- Annette Funicello

## G
- Eva Gabor
- Zsa Zsa Gabor
- Betty Garrett
- Greer Garson
- Janet Gaynor
- Will Geer
- Christopher George
- Lynda Day George
- Henry Gibson
- Melissa Gilbert
- Lillian Gish
- George Gobel
- Arthur Godfrey
- Ruth Gordon
- Robert Goulet
- Farley Granger
- Peter Graves
- Erin Gray
- Lorne Greene
- Shecky Greene
- Pam Grier
- Rosey Grier
- Tammy Grimes
- David Groh
- Robert Guillaume

## H
- Shelley Hack
- Buddy Hackett
- Alan Hale Jr.
- Halston
- Alana Hamilton
- Tom Hanks
- Mark Harmon
- Jenilee Harrison
- Lisa Hartman Black
- David Hasselhoff
- Helen Hayes
- Robert Hegyes
- Shirley Hemphill
- Sherman Hemsley
- Florence Henderson
- Jason Hervey
- Hulk Hogan
- Celeste Holm
- Telma Hopkins
- Lee Horsley
- Beth Howland
- Engelbert Humperdinck
- Tab Hunter

## I
- Marty Ingels

## J
- Janet Jackson
- Reggie Jackson
- Ann Jillian
- Arte Johnson
- Van Johnson
- Allan Jones
- Carolyn Jones
- Jack Jones
- Shirley Jones
- Elaine Joyce
- Gordon Jump

## K
- Gabe Kaplan
- Howard Keel
- Gene Kelly
- Patsy Kelly
- Roz Kelly
- George Kennedy
- Joanna Kerns
- Evelyn Keyes
- Werner Klemperer
- Richard Kline
- Jack Klugman
- Ted Knight
- Don Knotts
- Harvey Korman
- Nancy Kulp
- Katy Kurtzman

## L
- Diane Ladd
- Fernando Lamas
- Lorenzo Lamas
- Dorothy Lamour
- Hope Lange
- Peter Lawford
- Vicki Lawrence
- Cloris Leachman
- Brianne Leary
- Michele Lee
- Janet Leigh
- Emmanuel Lewis
- Audra Lindley
- Larry Linville
- Cleavon Little
- Rich Little
- Heather Locklear
- Shelley Long
- Tina Louise
- Susan Lucci
- Allen Ludden
- Carol Lynley

## M
- James MacArthur
- Sheila MacRae
- Dave Madden
- Lee Majors
- Suzy Mandel
- Randolph Mantooth
- Eva Marie Saint
- Rose Marie
- Peter Marshall
- Dick Martin
- Pamela Sue Martin
- Rue McClanahan
- Patty McCormack
- Maureen McCormick
- Mary Beth McDonough
- Roddy McDowall
- Dorothy McGuire
- Jimmy McNichol
- Kristy McNichol
- Audrey Meadows
- Jayne Meadows
- Anne Meara
- Eddie Mekka
- Menudo
- Heather Menzies
- Lee Meriwether
- Ethel Merman
- Dina Merrill
- Vera Miles
- Ray Milland
- Ann Miller
- Donna Mills
- Hayley Mills
- John Mills
- Juliet Mills
- Yvette Mimieux
- Mary Ann Mobley
- Al Molinaro
- Erin Moran
- Rita Moreno
- Harry Morgan
- Jaye P. Morgan
- Pat Morita
- William R. Moses
- Don Most

## N
- Jim Nabors
- Joe Namath
- Harriet Nelson
- Ricky Nelson
- Lois Nettleton
- Julie Newmar
- Denise Nicholas
- Leslie Nielsen
- Louis Nye

## O
- Donald O'Connor
- Lani O'Grady
- Donny Osmond
- Jimmy Osmond
- Marie Osmond
- Bibi Osterwald
- Catherine Oxenberg

## P
- LaWanda Page
- Janis Paige
- Ron Palillo
- Betsey Palmer
- Eleanor Parker
- Barbara Parkins
- Minnie Pearl
- Joanna Pettet
- Jo Ann Pflug
- Mackenzie Phillips
- Michelle Phillips
- Slim Pickens
- Dana Plato
- Eve Plumb
- The Pointer Sisters
- Markie Post
- Tom Poston
- Jane Powell
- Vincent Price

## R
- Charlotte Rae
- Luise Rainer
- Phylicia Rashad
- John Ratzenberger
- Gene Rayburn
- Martha Raye
- Maureen Reagan
- Helen Reddy
- Lynn Redgrave
- Donna Reed
- Robert Reed
- Della Reese
- Charles Nelson Reilly
- Debbie Reynolds
- Adam Rich
- John Ritter
- Joan Rivers
- Tim Robbins
- Doris Roberts
- Tanya Roberts
- Ginger Rogers
- Esther Rolle
- Lulu Roman
- Mickey Rooney
- Marion Ross
- Richard Roundtree
- Dan Rowan
- Nipsey Russell

## S
- Soupy Sales
- Isabel Sanford
- Dick Sargent
- Telly Savalas
- Natalie Schafer
- Avery Schreiber
- Peter Scolari
- Debralee Scott
- Dick Shawn
- Bobby Sherman
- Martin Short
- Phil Silvers
- Marc Singer
- Walter Slezak
- Alexis Smith
- Jaclyn Smith
- Rex Smith
- Tom Smothers
- Brett Somers
- Suzanne Somers
- Elke Sommer
- Tori Spelling
- Jill St. John
- Robert Stack
- Jean Stapleton
- Connie Stevens
- Craig Stevens
- Stella Stevens
- McLean Stevenson
- Parker Stevenson
- Jerry Stiller
- Larry Storch
- Gale Storm
- Marcia Strassman
- Susan Sullivan
- Loretta Swit

## T
- Jeffrey Tambor
- Vic Tayback
- The Temptations
- Toni Tennille
- Deney Terrio
- Alan Thicke
- Heather Thomas
- Kevin Tighe
- Mel Tillis
- Charlene Tilton
- Claire Trevor
- Michael Tucci
- Forrest Tucker
- Tanya Tucker
- Lana Turner

## U
- Leslie Uggams
- Robert Urich

## V
- Brenda Vaccaro
- Karen Valentine
- Gloria Vanderbilt
- Dick Van Patten
- Jerry Van Dyke
- Joan Van Ark
- Bobby Van
- Robert Vaughn
- Ben Vereen
- Abe Vigoda
- The Village People

## W
- Jimmie Walker
- Nancy Walker
- Marcia Wallace
- Jessica Walter
- Andy Warhol
- Ruth Warrick
- Dawn Wells
- Adam West
- Lisa Whelchel
- Betty White
- Cornel Wilde
- Anson Williams
- Paul Williams
- Vanessa L. Williams
- Demond Wilson
- Shelley Winters
- Patrick Wayne
- Jane Withers
- Jo Anne Worley
- Teresa Wright
- Jane Wyatt
- Jane Wyman
- Keenan Wynn
- Dana Wynter

## Y
- Alan Young
- Johnny Yune

## Z
- Stephanie Zimbalist

## Tema musical
O tema musical da série foi bastante popular, tendo sido composto por Charles Fox e Paul Williams e interpretado por Jack Jones. Na última temporada utilizou-se a mesma canção, mas interpretada por Dionne Warwick.

## Outros pormenores
A ideia da série é baseada no romance The Love Boats, de Jeraldine Saunders. Esta por sua vez baseou-se nas suas experiências como anfitriã em cruzeiros de luxo.

## Internacional
| País      | Título estrangeiro                     | Modo de tradução | Canais de Televisões que transmitiram                                          |
| --------- | -------------------------------------- | ---------------- | ------------------------------------------------------------------------------ |
| Finlândia | Lemmenlaiva (Ship of love)             | Legendagem       | MTV                                                                            |
| França    | La croisière s'amuse (Cruising Fun)    | Dublagem         | FR3                                                                            |
| Alemanha  | Love Boat                              | Dublagem         | Sat.1 Tele 5 9Live Premiere (pay television network)                           |
| Itália    | The Love Boat                          | Dublagem         | Canale 5                                                                       |
| Polónia   | Statek miłości (The Love Boat)         | Dublagem         | TVP2                                                                           |
| Portugal  | O Barco do Amor (The Love Boat)        | Legendagem       | RTP 1 1982-1985 SIC Gold (reprise) SIC Comédia (reprise) RTP Memória (reprise) |
| Turquia   | Aşk Gemisi (The Love Boat)             | Dublagem         | TRT 1 (primeira emissão) Show TV (reprise)                                     |
| Chipre    | To ploio tis agapis (The Ship of love) | Legendagem       | CyBC                                                                           |

## Transmissão em Portugal
Em Portugal, a série foi transmitida pela RTP 1 com legendas em português. Estreou-se no dia 6 de Março de 1982 às 16h10.
- Sábados, 16h/17h de 06-03-1982[2] até 05-06-1982[2];
- Domingos, 15h50/18h10 de 18-09-1983[2] até 16-10-1983[2];
- Quartas-feiras, 19h de 07-03-1984[2] até 02-05-1984[2];
- Terças-feiras, 19h de 08-05-1984[2] até 29-05-1984[2];
- Quarta-feira, 19h de 06-06-1984[2] e 13-06-1984[2];
- Terça-feira, 19h05 de 26-06-1984[2];
- Quartas-feiras, 19h de 04-07-1984[2] até 02-01-1985[2];
- Domingos, 19h de 13-01-1985[2] até 10-03-1985[2].

Nos anos 90 foi transmitido pela TVI e depois na década de 2000 foi retransmitida pelos canais SIC Sempre Gold e SIC Comédia, canais por cabo. Atualmente, emite na RTP Memória.